# 4273 Dunhuang
4273 Dunhuang је астероид главног астероидног појаса са средњом удаљеношћу од Сунца која износи 2,394 астрономских јединица (АЈ).
Апсолутна магнитуда астероида је 13,9.